# 有働&水卜の知らなかった!2020
『有働&水卜の知らなかった!2020』（うどうアンドみうらのしらなかった!にせんにじゅう）は、日本テレビ系列で毎年12月に放送されていた特別番組で、有働由美子と水卜麻美の冠番組である。

## 概要
有働と水卜がゲストと共に今年一年を総括する番組。

## 出演者
- 有働由美子
- 水卜麻美（日本テレビアナウンサー）

## 放送リスト
| 回 | 放送日                   | 放送時間      | 番組タイトル                 | ゲスト                                                                                   | プレゼンター       | 備考 |
| -- | ------------------------ | ------------- | ---------------------------- | ---------------------------------------------------------------------------------------- | ------------------ | ---- |
| 1  | 2018年12月28日（金曜日） | 19:00 - 22:54 | 平成ニッポンの瞬間映像30     | 関根勤、河瀨直美、山里亮太、小倉優子、落合陽一、坂口健太郎、松井玲奈、成田緑夢、本田望結 | 笛吹雅子、藤井貴彦 |      |
| 2  | 2019年12月29日（日曜日） | 21:00 - 23:24 | 令和ニッポンの瞬間映像20     | 河北麻友子、河瀨直美、鈴木梨央、田中卓志、博多大吉、廣瀬俊朗、眞栄田郷敦                 |                    |      |
| 3  | 2020年12月15日（火曜日） | 19:00 - 20:54 | 有働&水卜の知らなかった!2020 | 伊野尾慧、トラウデン直美、ヒロミ、フワちゃん、吉村崇                                     |                    |      |

## スタッフ

### 知らなかった!2020
- 統括：小林景一
- 総合演出：高橋雅昭
- 構成：桜井慎一、アリエシュンスケ、竹田慎
- ナレーション：林田尚親、服部伴蔵門
- TM：岡﨑邦章
- SW：佐藤裕司
- CAM：早川智晃
- MIX：原秀彰
- VE：片山雄斗
- LD：市川朋樹
- 美術プロデューサー：三浦昭彦
- デザイン：髙井美貴
- メイク：奥松かつら
- EED：大西真央、酒井広志
- MA：横山圭美、中野由梨
- 編集：大久保公太郎、斉藤真也
- 音楽効果：竹中幸治
- リサーチ：ビスポ
- CG：groovisions
- 編集協力：東京オフラインセンター
- 協力：NNN各社
- 撮影：報道局映像取材部
- 監修：横島大輔、菅原薫、原聡子、前野全範、大神櫻子、宮島香澄、横田明、浜野美華、福澤真由美、江口友起、高柳遼太郎
- 編成：廣瀬由紀子
- 営業：有田和生
- 宣伝：藤井恒久
- TK：桜井えみこ
- 制作デスク：大木翠
- AD：池田日向、佐藤愛、上原由佳、西村寿希、山岸あゆ美、伊藤望、小川功輝、日髙水樹、後藤大海、吉田亜美、レンティング優花、岩角はな子
- ディレクター：飯塚淳一、吹野文哉、福田英作、髙橋知愛、橋本浩之、内藤ミカ、志賀竜太、宮崎宣行、長谷川孝志、石田晃一、岡見優
- 演出：川崎文平、坂間晃弘、桂知子、高柳裕美、植田直也、北條淑子
- プロデューサー：安彦真利江、五十嵐恵／細谷淳
- チーフプロデューサー：遠藤正累
- 制作協力：passion、CWV、MEDIA SPICE
- 製作著作：日本テレビ

### ニッポンの瞬間映像
- 統括：柴崎朋樹、山田克也（山田→第1回）
- 総合演出：高橋雅昭
- ドラマ総合演出：石田昌浩
- 構成：桜井慎一、アリエシュンスケ、安田聡太（安田→第2回）
- 協力
  - 第1回：テレビ岩手、福島中央テレビ、宮城テレビ、テレビ新潟、テレビ信州、北日本放送、静岡第一テレビ、中京テレビ、讀賣テレビ、広島テレビ、山口放送、南海放送、福岡放送、熊本県民テレビ、NNN各社、足利市映像のまち推進課、広島県府中町、東映東京撮影所、エムドッグス
  - 第2回：札幌テレビ、青森放送、テレビ岩手、ミヤギテレビ、秋田放送、山形放送、福島中央テレビ、テレビ新潟、テレビ信州、山梨放送、北日本放送、テレビ金沢、福井放送、静岡第一テレビ、中京テレビ、讀賣テレビ、日本海テレビ、広島テレビ、山口放送、四国放送、西日本放送、南海放送、高知放送、福岡放送、長崎国際テレビ、テレビ大分、くまもと県民テレビ、テレビ宮崎、鹿児島讀賣テレビ、東映東京撮影所、油脂工業会館、田町グランパーク、デイ・ナイト
- 制作協力
  - 第1回：AXON、イカロス、all staff、CWV、厨子王、passion
  - 第2回：passion、厨子王、MEDIA SPICE、JPエンジン、CWV、ON SHORE INC、all staff
- TM：宍倉岳二
- SW：佐藤裕司
- CAM：早川智晃
- MIX：宮内貞（第1回）、原秀彰（第2回）
- VE：吉﨑慶（第1回）、片山雄斗（第2回）
- LD：藤山真緒（第1回）、千葉雄（第2回）
- モニター：本木満、紺野智宏
- テロップ：斉藤義行、津久井輝
- CG：CRYPTOMERIA
- バーチャル(第2回)：桾澤勇（第2回）
- FM：金子千恵美
- 美術P：三浦昭彦
- 美術デザイン：髙井美貴
- メイク：奥松かつら
- TK：桜井えみこ
- 音楽効果：竹中幸治、松野謙一、鈴木勉、島野高一（松野・島野→第1回）
- 撮影：報道局映像取材部（第1回は撮影・VE）、イメージランド（第2回）
- ドラマ撮影：だだだ（第1回）
- リサーチ：ビスポ、今井紳介（今井→第1回）
- アーカイブ：巻田和宏、松坂直樹（松坂→第2回）
- 編集：中山貴史、佐藤俊浩、島田明徳（佐藤・島田→第1回）、大久保公太郎（第2回）
- EED：山門晃、辻泰治（辻→第1回）、蒲澤悠太（第2回）
- MA：高山元（高山→第1回）、青木伸次、横山圭美（横山→第2回）
- 宣伝：中川武文（第1回）、細川恵里（第2回）
- 編成：梅澤宏和（第1回）、田中俊光（第2回）
- 営業(第2回)：有田和生（第2回）
- 制作デスク：平原あや（第1回）、勘川舞（第2回）
- 芸能デスク(第2回)：堀田善之（第2回）
- SNS(第2回)：深津功、真壁陽介、陳賛明（全員→第2回）
- AP：五十嵐恵、一瀬あいみ、宮下典子（一瀬・宮下→第1回）、川辺智子（第2回）
- AD
  - 第1回：風間あみ、雨宮千華、鶴岡陽太、長谷部里紗、和田弘江、大神田潤、鬼久保亮、粟津陽介、上原志穂、吉田悠貴、渡辺登志樹、高橋梨沙、武井彩恵、武田恭平、坂田奈央
  - 第2回：西村寿希、小川将平、木原紫音、馬野恵里花、島津里彩、呉本謙勝、田中美南子、莊司一葉、宮本忠典、川橋優、吉田亜美、レンティング優花
- ディレクター
  - 第1回：福田英作、永野恵美、髙橋知愛、山崎紫麻子、中村寛子、矢野健二、平田好治、菊池桂代、石崎大輔、吹野文哉、山口侑里、石川直志、小早川憲一、扇畑亘
  - 第2回：髙橋知愛、飯塚淳一、石田晃一、永野恵美、石崎大輔、吹野文哉、山口侑里、加藤治子、岡見優、佐藤宏繁、大沼泰維、田中尚、平田好治、久保村誠、上原志穂
- スタジオ演出：北條淑子、金子智博、堀江亮（堀江→第1回）
- 演出
  - 第1回：大井秀一、川崎文平、藤田賢治、徳丸郁、古谷朋大、坂間晃弘
  - 第2回：川崎文平、廣木克、高柳裕美、森田俊介（森田→第1回はドラマ演出）、坂間晃弘、植田直也
- ドラマ演出：小林英丘（第1回）
- プロデューサー
  - 第1回：向後淳、中村光宏、佐野正法、白川大介、渡瀬慶吾、武澤忠、藤澤季世子／松本浩志、神内美香子、小山人志、細谷淳、菅沼和美、中田敦子
  - 第2回：佐野正法、向後淳、遠藤正累、中村光宏、渡瀬慶吾、舟津宜史、井上幸昌、安彦真利江、白川大介、武澤忠、藤澤季世子／菅沼和美、山口順平、細谷淳、杉本純子、小山人志
- チーフプロデューサー：三浦俊明、納富隆治
- 製作著作：日本テレビ